# 卢梅尔站

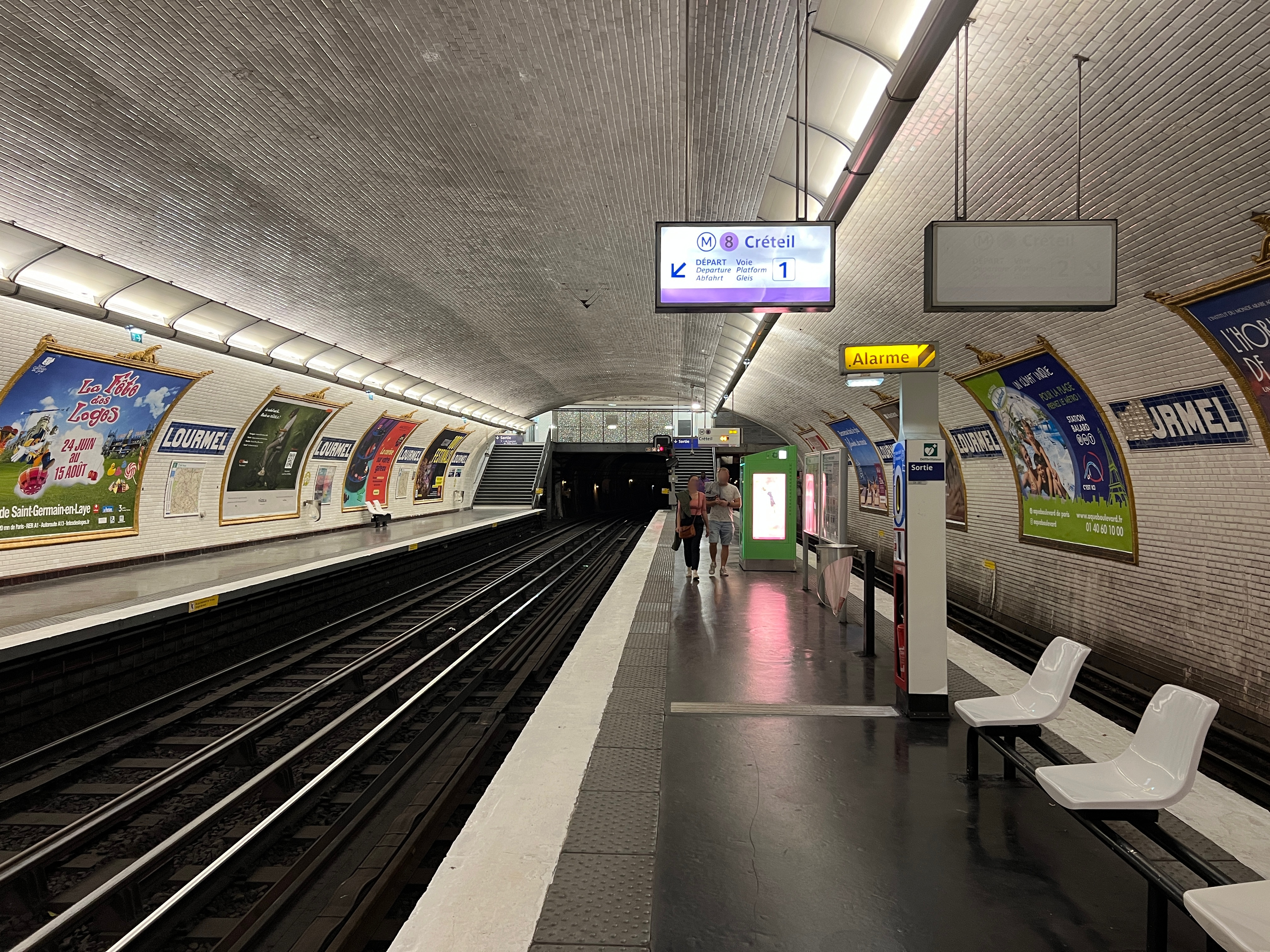
月台（2022年7月）

卢梅尔站（法語：Lourmel），是巴黎地鐵的一個車站，位於巴黎十五區。卢梅尔站開通於1937年7月27日，是巴黎地鐵8號線的車站。站名來自於卢梅尔路，是紀念克里米亞戰爭期間陣亡的弗雷德里克·亨利·勒诺尔芒·德·卢梅尔將軍。

## 車站結構
| 街道層      |                    |                    |
| B1          | 月台連接夾層       |                    |
| 8號線月台層 | 側式月台，右側開門 | 側式月台，右側開門 |
| 8號線月台層 | 西行               | 往巴拉（總站）     |
| 8號線月台層 | 東行               | 往湖之角（布奇科） |
| 8號線月台層 | 島式月台，右側開門 |                    |
| 8號線月台層 | 車廠軌道           | 無定期服務         |